# سارة مورو
سارة مورو (بالإنجليزية: Sarah Morrow)‏ هي موسيقية أمريكية، ولدت في 14 نوفمبر 1969 في هيوستن في الولايات المتحدة.

## وصلات خارجية
- سارة مورو على موقع IMDb (الإنجليزية)
- سارة مورو على موقع ميوزك برينز (الإنجليزية)
- سارة مورو على موقع أول ميوزيك (الإنجليزية)
- سارة مورو على موقع ديسكوغز (الإنجليزية)